# Partido Nacionaldemócrata (Austria)
El Partido Nacionaldemócrata (en alemán: Nationaldemokratische Partei, NDP) fue un partido político austriaco de extrema derecha existente desde 1967 hasta 1988, cuando su estatus fue revocado por violar la legislación antinazi del país.

## Historia
El NDP se registró como asociación en 1966 en Innsbruck, como escisión del Partido de la Libertad de Austria (FPÖ). Su primera reunión como organización nacional tuvo lugar en febrero de 1967 en Linz. El partido fue fundado por Norbert Burger, expresidente del Ring Freiheitlicher Studenten, el ala estudiantil del FPÖ. Burger siguió siendo la figura clave en el NDP hasta su disolución. Otros miembros incluyeron a Herbert Fritz y a varios "activistas de Tirol del Sur" (Befreiungsausschuss Südtirol). El NDP austriaco se basó en el partido hermano alemán, el Partido Nacionaldemocrata de Alemania (NPD). Su primer presidente fue el estudiante Rudolf Watschinger.
El partido se postuló en las elecciones legislativas de 1970, recibiendo 2.631 (0,1%) votos. Abogó por la Anschluss de Austria con Alemania y la reintroducción de la pena de muerte. También se posicionó en contra la "superalienación" y la "infiltración" de los trabajadores extranjeros (Gastarbeiter). Burger se postuló en las elecciones presidenciales de 1980 "para una Austria alemana", ganando 140.741 votos (3,2%). Dos años después, él y Gerd Honsik iniciaron una petición para un referéndum "en contra de la superalienación", que sin embargo no se logró.
El 25 de junio de 1988, el NDP fue prohibido por un veredicto del Tribunal Constitucional de Austria sobre la base de la Verbotsgesetz de 1947 y el artículo 9 del Tratado del Estado de Austria, revocando su capacidad legal como partido político. En su declaración explicativa, el tribunal determinó que los "principios y demandas clave" del NDP se basan en la "ideología racista biológica ("Volksbegriff")" y también que su "propaganda panalemana" está de acuerdo con los principales objetivos del Partido Nazi.
Como asociación, el NDP se disolvió el 21 de noviembre de 1988.